# Olympus Corporation
Olympus Corporation (オリンパス株式会社, Orinpasu Kabushiki-Gaisha") és una companyia japonesa especialitzada en òptiques i reprografia. Olympus va ser fundada el 1919, amb seu social a Tòquio (Japó) i inicialment estava especialitzada en microscopis i termòmetres. La seva base d'operacions als Estats Units es troba a Allentown (Pensilvania). Les oficines Olympus Europa són a Hamburg, Alemanya, de les que depèn Olympus Optical España, radicada a Barcelona.
El nom de la companyia es basa en el «Olimp», llar dels déus de la mitologia grega (vegeu Mont Olimp).
Olympus posseeix una gran tradició en el disseny i la fabricació de càmeres fotogràfiques i lents. La primera càmera realment innovadora d'Olympus va ser el sistema PEN, llançada el 1959. Amb un format de 18x24mm, va ser una de les càmeres més compactes i portàtils de la seva època. El grup de disseny del sistema PEN va estar liderat per Yoshihisa Maitani.
Amb aquest esperit, el mateix equip va crear el revolucionari sistema OM, un sistema professional basat en 35 mm "full frame" pensat per competir amb les supervendes de Nikon i Canon. El sistema OM va ser l'inici d'una nova tendència de càmeres més compactes amb característiques noves com la tecnologia TTL (through the lens) o el flaix automàtic. El sistema OM va arribar a tenir 14 cossos de càmera diferents i uns 60 objectius, les celebrades lents Zuiko, que es van fer famoses per la seva petita grandària i per batre algun rècord d'obertura per a determinades distàncies focals.
Durant la dècada dels 70, el sistema OM va ser molt ben acollit per fotògrafs professionals, però, uns anys després, la companyia no va saber respondre a un mercat que demandava sistemes autofocus. Les càmeres OM van quedar d'aquesta manera estancades i en la dècada dels 80 i 90 la fotografia rèflex en 35mm va ser el vedat gairebé privat de Nikon i Canon. Durant aquest temps Olympus es va especialitzar a fabricar màquines compactes d'elevada qualitat i disseny refinat, però, els professionals van abandonar la marca.
Amb l'arribada de la fotografia digital, Olympus va tornar a pujar al carro de les grans càmeres pensades per a grans fotògrafs. L'any 2001 va llançar la E-10, una càmera digital de 4 megapixels, un avançament del que vindria dos anys més tard (2003) amb el sistema Four Thirds (Quatre Terços).

## Sistema Four Thirds
Els enginyers d'Olympus es van replantejar de zero la concepció de la càmera rèflex després de la revolució digital. En lloc d'adaptar els objectius de les càmeres químiques, van dissenyar des de zero un nou sistema basat en un captador de llum (CCD) de nou encuny anomenat Four Thirds («Quatre Terços») per les seves proporcions. El captador té una grandària molt reduïda, exactament la meitat que un fotograma en 35mm pel que permet convertir amb facilitat les distàncies focals de 35mm al nou sistema. D'aquesta manera, un teleobjectiu de 150mm correspondria, en Four Thirds, a un de 300mm. La reduïda grandària del captador ha permès que les òptiques siguin més compactes i transportables.
El 2003 va ser llançat el primer cos del sistema, amb 5 megapíxels de resolució en el CCD i dissenyada per a professionals. Al seu costat Olympus va presentar una nova gamma d'objectius Zuiko pensats per al sistema. A l'any següent va ser presentada la Olympus E-300, una peculiar rèflex molt compacta amb visor tipus Porro. El 2005 va sortir al mercat la Olympus E-500, destinada a aficionats avançats. El 2006 es va llançar l'Olympus E-400, la càmera rèflex més petita i lleugera del mercat en aquell moment. Durant el 2007 Olympus va ampliar la gamma de cossos disponibles amb l'Olympus E-410, l'Olympus E-510 i l'Olympus E-3. Al maig de 2008 Olympus va treure una nova SLR, l'Olympus E-520.
|              | 2003 | 2003        | 2003        | 2003        | 2004        | 2004        | 2004          | 2004          | 2005          | 2005          | 2005          | 2005          | 2006          | 2006          | 2006          | 2006          | 2007          | 2007          | 2007          | 2007          | 2008          | 2008           | 2008           | 2008           | 2009           | 2009           | 2009           | 2009           | 2010           | 2010           | 2010           | 2010           |
| 1            | 2    | 3           | 4           | 1           | 2           | 3           | 4             | 1             | 2             | 3             | 4             | 1             | 2             | 3             | 4             | 1             | 2             | 3             | 4             | 1             | 2             | 3              | 4              | 1              | 2              | 3              | 4              | 1              | 2              | 3              | 4              |                |
| Professional |      | Olympus E-1 | Olympus E-1 | Olympus E-1 | Olympus E-1 | Olympus E-1 | Olympus E-1   | Olympus E-1   | Olympus E-1   | Olympus E-1   | Olympus E-1   | Olympus E-1   | Olympus E-1   | Olympus E-1   | Olympus E-1   | Olympus E-1   | Olympus E-1   | Olympus E-1   | Olympus E-1   | Olympus E-3   | Olympus E-3   | Olympus E-3    | Olympus E-3    | Olympus E-3    | Olympus E-3    | Olympus E-3    | Olympus E-3    | Olympus E-3    | Olympus E-3    | Olympus E-3    | Olympus E-3    | Olympus E-3    |
| Professional |      |             |             |             |             |             |               |               |               |               |               |               |               |               |               |               |               |               |               |               |               |                | Olympus E-30   |                |                |                |                |                |                |                |                |                |
| Intermedi    |      |             |             |             |             |             |               |               |               |               |               |               |               |               |               |               |               |               |               |               |               |                |                |                | Olympus E-620  | Olympus E-620  | Olympus E-620  | Olympus E-600  | Olympus E-600  | Olympus E-600  | Olympus E-600  | Olympus E-600  |
| Intermedi    |      |             |             |             |             |             |               |               |               |               | Olympus E-500 | Olympus E-500 | Olympus E-500 | Olympus E-500 | Olympus E-500 | Olympus E-500 | Olympus E-510 | Olympus E-510 | Olympus E-510 | Olympus E-510 | Olympus E-510 | Olympus E-520  | Olympus E-520  | Olympus E-520  | Olympus E-520  | Olympus E-520  | Olympus E-520  | Olympus E-520  | Olympus E-520  | Olympus E-520  | Olympus E-520  | Olympus E-520  |
| Iniciació    |      |             |             |             |             |             | Olympus E-300 | Olympus E-300 | Olympus E-300 | Olympus E-300 | Olympus E-300 | Olympus E-300 | Olympus E-330 | Olympus E-330 | Olympus E-330 | Olympus E-330 | Olympus E-330 | Olympus E-330 | Olympus E-330 | Olympus E-330 |               |                |                |                | Olympus E-450  | Olympus E-450  | Olympus E-450  | Olympus E-450  | Olympus E-450  | Olympus E-450  | Olympus E-450  | Olympus E-450  |
| Iniciació    |      |             |             |             |             |             |               |               |               |               |               |               |               |               | Olympus E-400 | Olympus E-400 | Olympus E-410 | Olympus E-410 | Olympus E-410 | Olympus E-410 | Olympus E-410 | Olympus E-420E | Olympus E-420E | Olympus E-420E | Olympus E-420E | Olympus E-420E | Olympus E-420E | Olympus E-420E | Olympus E-420E | Olympus E-420E | Olympus E-420E | Olympus E-420E |

 Fons verd  representa les càmeres que tenen estabilitzador d'imatge | estabilitzador d'imatge en cos.

## Falsificació de comptes
El 2012 van ser detinguts l'expresident d'Olympus, Tsuyoshi Kikukawa, el seu antic vicepresident, Hisashi Mori, el exauditor Hideo Yamada i un dels anteriors executius financers, Akio Nakagawa. Al costat d'ells, la Policia Metropolitana de Tòquio va arrestar tres responsables d'un fons d'inversió acusats de falsejar els comptes de l'empresa.
Kikukawa, Yamada i Mori van reconèixer a la policia que van ocultar pèrdues de 1.130 milions d'euros en connivència amb els comptables. Per aquest motiu, Olympus ha demandat al seu anterior president i altres 18 executius implicats en l'estafa, incloent al seu actual responsable, Shuichi Takayama.
La Borsa de Tòquio va retirar el 21 de gener la designació de «valor sota supervisió» pel de «valor en estat d'alerta». De fet, Olympus va estar a punt de ser expulsada del parquet perquè tenia de termini fins a mitjans de desembre per presentar els seus balanços de comptes corregits dels últims cinc anys fiscals.

## Altres activitats
Des dels seus començaments, Olympus ha fabricat altres dispositius òptics com ara microscopis de precisió per a ús mèdic, eines per a test d'ultrasons no-destructius, càmeres d'alta velocitat, estris i eines òptiques per a cirurgia, etc. La companyia va ser, així mateix, la inventora del microcasete.